# Workenesh Tola
 Workenesh Tola (6 juni 1977) is een Ethiopische atlete, die is gespecialiseerd in de marathon. Eenmaal nam ze deel aan de Olympische Spelen, maar bleef medailleloos.

## Biografie
Op de Olympische Spelen van 2004 in Athene nam Tola deel aan de marathon. Ze haalde het einde van de wedstrijd niet.
Voor wat betreft haar resultaten in verschillende grote marathons leverde Tola haar beste prestatie op de marathon van Singapore (2001), marathon van Zürich (2012) en de marathon van Ljubljana (2012), die zij won. Verder eindigde zij als tweede in de marathon van Seoel (2003 en 2004), de marathon van Salt Lake City (2006), de marathon van Houston (2008) en de marathon van Parijs (2008), waarin zij tevens haar persoonlijk beste tijd realiseerde van 2:25.37.

## Persoonlijke records
| Onderdeel      | Prestatie | Datum            | Plaats   |
| -------------- | --------- | ---------------- | -------- |
| 10 km          | 31.31     | 28 oktober 2012  | Monterau |
| 20 km          | 1:07.34   | 13 maart 2005    | Seoel    |
| halve marathon | 1:11.00   | 7 september 2008 | Glasgow  |
| 25 km          | 1:25.13   | 13 maart 2005    | Seoel    |
| 30 km          | 1:43.46   | 13 maart 2005    | Seoel    |
| marathon       | 2:25.37   | 6 april 2008     | Parijs   |

## Palmares

### 10 km
- 2002: 13e Tilburg Ten Miles - 35.09

### halve marathon
- 2002: 38e WK in Brussel - 1:13.58
- 2002:  halve marathon van Deurne - 1:13.30
- 2004:  halve marathon van Nice - 1:13.22
- 2006: 4e halve marathon van Egmond - 1:14.28
- 2008:  Great Scottish Run - 1:11.00
- 2013: 4e halve marathon van Warschau - 1:14.22
- 2013:  halve marathon van Tripoli - 1:15.13
- 2014:  halve marathon van Tripoli - 1:18.13

### marathon
- 2001:  marathon van Singapore – 2:53.29
- 2002: 6e marathon van Rotterdam – 2:37.10
- 2002: 4e marathon van Amsterdam – 2:29.08
- 2003:  marathon van Seoel – 2:25.42
- 2003: 46e WK – 2:39.25
- 2003:  marathon van Mazatlán - 2:42.45
- 2004:  marathon van Seoel – 2:26.22
- 2004: DNF OS
- 2005: 4e marathon van Seoel – 2:29.54
- 2005:  marathon van Addis Ababa - 2:54.08
- 2005: 5e marathon van Berlijn – 2:35.31
- 2006:  marathon van Salt Lake City - 2:42.01
- 2007: 5e marathon van Seoel – 2:30.56
- 2007:  marathon van San Diego – 2:32.59
- 2007:  marathon van Keulen – 2:34.28
- 2008: 14e marathon van Chicago – 2:38.13
- 2008:  marathon van Houston - 2:35.38
- 2008:  marathon van Parijs - 2:25.37
- 2008: 14e marathon van Chicago - 2:38.13
- 2009: 12e marathon van Osaka - 2:33.51
- 2009: 6e marathon van Parijs - 2:29.19
- 2011:  marathon van Madrid - 2:35.35
- 2011: 4e marathon van Venetië - 2:33.01
- 2012: 9e marathon van Mumbai - 2:36.18
- 2012:  marathon van Zürich - 2:31.23,2
- 2012:  marathon van Ljubljana - 2:30.45
- 2013: 5e marathon van Xiamen - 2:37.49
- 2013: 7e marathon van Lanzhou - 2:45.36
- 2014: 4e marathon van Lodz - 2:35.02
- 2014:  marathon van Warschau - 2:36.24
- 2015:  marathon van Riga - 2:42.06,7
- 2015: 6e marathon van Warschau - 2:41.08